# Notiobiella unipuncta
Notiobiella unipuncta är en insektsart som beskrevs av C.-k. Yang 1999. Notiobiella unipuncta ingår i släktet Notiobiella och familjen florsländor. Inga underarter finns listade i Catalogue of Life.